# Delegtukang
Delegtukang is een bestuurslaag in het regentschap Pekalongan van de provincie Midden-Java, Indonesië. Delegtukang telt 1744 inwoners (volkstelling 2010).